# 家庭衝突及性暴力政策組
家庭衝突及性暴力政策組（英文：Family Conflict and Sexual Violence Policy Unit，縮寫：FCSVPU）於1997年10月成立，隸屬於香港警務處刑事及保安處刑事部刑事支援科，其主要責任為制訂及推行與虐待兒童、虐待長者、家庭衝突、家庭暴力、性暴力、兒童色情及青少年罪行有關的政策，與其他香港政府部門、海外機構及非政府組織就上述事宜緊密合作、監察有關罪行趨勢及研究特殊個案，以掌握最新趨勢以採取相應行動、跟進相關立法事宜，此外，與社會福利署為警務人員、社會工作者及臨床心理學家提供與保護兒童相關的訓練課程，並且在地區層面上舉辦關於預防虐待兒童及家庭暴力的宣傳活動。

## 使命及抱負

### 使命
「我們的使命是透過與其他持份者通力合作，保護親屬暴力、家庭暴力、性暴力、虐待兒童、虐待長者和青少年罪行案件的受害人和將施暴者繩之于法。」

### 抱負
「我們的抱負是防止親屬暴力、家庭暴力、性暴力、虐待兒童、虐待長者和青少年罪行，令所有市民得以在和諧的社區中成長、發展和生活。」

## 組織
- 家庭衝突及性暴力政策組，由一名總督察出任副主管，設有一名警察臨床心理學家。
  - 家庭衝突及性暴力政策組1：由一名高級督察領導。
  - 家庭衝突及性暴力政策組2：由一名高級督察領導。
  - 家庭衝突及性暴力政策組3：由一名高級督察領導。

### 歷任主管
- 朱寶明警司
- 吳淑芬女性警司[8][9]
- 韋能善警司
- 李經晞女性總督察（？至今）

## 歷史

### 保護兒童政策組成立
1989年，聯合國通過《兒童權利公約》（第44/25號決議），確認兒童享有基本自由及與生俱來的人權，並且應該予以保護。《兒童權利公約》的締約國有道德責任依從及實行，讓兒童享有《兒童權利公約》訂明的權利。而締約國一旦同意《兒童權利公約》，就有責任確保其法例、政策及做法遵照《兒童權利公約》所訂出的標準，並且將該些標準實現於所有兒童身上。1994年起，《兒童權利公約》在香港獲得實施。1997年10月，保護兒童政策組（英文：Child Protection Policy Unit，縮寫：CPPU）成立，於成立初期主要負責處理有關於虐待兒童及處理家庭暴力罪案，其後其職能擴展至制定與虐待長者、青少年罪行、性暴力及兒童色情的政策事宜。
2000年代，多次淪常家庭暴力罪案惹起香港社會廣泛關注。鑑於家庭暴力往往源於家庭糾紛，故此，保護兒童政策組於2009年提升了處理家庭糾紛的規格，規定警務人員接獲家庭糾紛案件，必須由警長或以上職級人員到場，確保現場情況受到控制，並且將案件轉交予社會福利署或者相關團體跟進。
家庭暴力以外，援助交際亦逐漸地成為嚴重社會問題，因此，亦成為了保護兒童政策組的重點項目之一，於2012年起到訪小學及中學舉辦講座，並且與非政府組織合作，協助家長和教師辨識青少年涉及的援助交際社會問題。與此同時，中區警區安排救護總區救護輛將酒醉者送往醫院，以防止夜歸及醉酒少女被性侵犯。

### 易名為家庭衝突及性暴力政策組
踏進2010年代，在香港的虐待兒童罪案持續減少，惟涉及兒童色情的性罪行案件仍然有不少（2014年上半年警務處接獲470虐待兒童罪案，當中266宗涉及性暴力），而且接獲不少家庭糾紛案件演變成為家庭暴力罪案。就此，警務處針對香港社會需要，於2014年11月將保護兒童政策組易名為家庭衝突及性暴力政策組，以便因應不同社會情況以及相關罪行趨勢訂出更切合社會需要的政策。2015年首季，家庭衝突及性暴力政策組推出自行編定的處理虐待兒童課程，訓練名額由過往的數十人大幅度增加至兩百名，以提升警務處處理虐待兒童罪案件的能力，並且長遠希望將課程擴展，至日後全數警務人員均需要接受相關訓練。

## 訓練

### 保護兒童特別調查課程
保護兒童特別調查課程（英文：Child Protection Special Investigation Course，縮寫：CPSI）於1995年起每年舉辦兩次，由家庭衝突及性暴力政策組與社會福利署聯合舉辦，初期為期10日，後來擴展至12日，旨在訓練警務人員、社會福利署社會工作者及臨床心理學家學習與容易受到傷害的證人進行錄影會面的技巧、跨紀律部門合作、《香港法例》當大涉及保護兒童條文、處理涉及兒童的性暴力罪案、了解兒童發展、兒童心理學及犯罪心理學等。 

### 處理虐待兒童課程
處理虐待兒童課程於2015年首季開始舉辦，由家庭衝突及性暴力政策組編定，由所屬警察臨床心理學家及法醫官教授。處理虐待兒童課程分為4個單元：首個單元為「與兒童及精神上無行為能力證人錄影會面課程」，每次名額兩百，由前線警務人員和社會福利署社會工作者參與；第二個單元，由刑事調查隊人員參與，第三個單元，由5個陸上總區的虐兒組人員參與；第四個單元，由導師級人員參與。

## 軼事
家庭衝突及性暴力政策組設有家庭暴力中央資料系統，存放過去涉及家庭暴力案件的資料，方便人員查詢閱覽相關人士的背景紀錄。

## 外部連結
官方
- 保護兒童、家庭衝突、性暴力、虐待長者和青少年罪行（页面存档备份，存于）